# Falčtina
Falčtina (Pfälzisch/Pälzisch nebo Pfaelzisch/Paelzisch) je západofrancký dialekt německého jazyka, který je používán v údolí Rýna, přibližně v oblasti mezi městy Zweibrücken, Kaiserslautern, Alzey, Worms, Mannheim, Heidelberg, Špýr, Wörth am Rhein a hranicí alsaského regionu ve Francii a také za ní. Pensylvánská němčina nebo také pensylvánská holandština je primárně odvozena od falcké němčiny, kterou sebou do Severní Ameriky v sedmnáctém století přivezli emigranti z Evropy a vybrali si ji za svůj hlavní rodný jazyk na americkém kontinentě. Dunajská švábština v Chorvatsku a Srbsku používá také mnoho elementů z falčtiny. Běžně je rozdíl mezi západní falčtinou (Westpfälzisch) a přední falčtinou (Vorderpfälzisch) ve východní části Falcka. Následují některé příklady rozdílů mezi hornoněmčinou a falčtinou:
| Přední falčtina | Západní falčtina | Horní němčina | Anglický ekvivalent | Český ekvivalent |
| --------------- | ---------------- | ------------- | ------------------- | ---------------- |
| Mais            | Mais             | Mäuse         | mice                | myši             |
| Lais            | Lais             | Läuse         | lice                | vši              |
| Grumbeer        | Grumbeer         | Kartoffel     | potato              | brambora         |
| Schnoog(e)      | Stechmigg        | Mücke         | mosquito            | komár            |
| Bääm            | Bääm             | Bäume         | trees               | stromy           |
| Schdää          | Schdää           | Stein         | stone               | kámen            |
| soi             | sei              | sein          | his (possessive)    | jeho             |
| unser           | unser            | unsere        | ours                | naše             |
| net/nit         | net              | nicht         | not                 | ne               |
| dowedder        | degeche          | dagegen       | against             | proti            |
| Fusch           | Fisch            | Fisch         | fish                | ryba             |
| ebbes           | ebbes            | etwas         | something           | něco             |
| Ärwett          | Arwett           | Arbeit        | work                | práce            |
| Dor             | Dor              | Tor           | gate                | brána            |
| Abbel           | Abbel            | Apfel         | apple               | jablko           |
| Hawwe           | Hänn             | Haben         | have                | mít              |

Příklad věty v přední falčtině:
 Isch habb's'm schunn verzehlt, awwer där hot mer's nit geglawt. 
V západní falčtině:
 Ich häbb's'm schunn verzehlt, awwer er hat mer's net geglaabt.  
Ve standardní němčině bude věta znít takto:
Ich hab's ihm schon erzählt, aber er hat's mir nicht geglaubt.
 Hasch a(ch) Hunger? (západní falčtina) 
 Hoschd aa Hunger? (přední falčtina) 
Ve standardní němčině bude věta znít takto:
 Hast du auch Hunger? 
Český překlad bude znít takto:
 Také máte hlad? 
Mluvčí falčtiny mají tendenci polykat některé hlásky, které jsou ve standardní němčině slyšet. Je důležité podotknout, že výslovnost a gramatika se může lišit od regionu k regionu (dokonce od města k městu). Falcká němčina však může být rozdílná i ve stejné obci, kde jsou mluvčími sousedé. Něco, co má falčtina společného je, že není použit genitiv, stejně jako není použit nedokonalý německý čas vyjma slov jako jsou soi (být) a wolle (chtít).

## Příklady

### Číslovky
| Falcky | Česky |
| äns    | jeden |
| zwee   | dva   |
| drei   | tři   |
| vier   | čtyři |
| fünf   | pět   |
| sechs  | šest  |
| siwwe  | sedm  |
| acht   | osm   |
| neun   | devět |
| zehn   | deset |

## Užitečné fráze
| Falcky               | Česky                   |
| Willkommen!          | Vítejte!                |
| Gude morschen!       | Dobré ráno!             |
| Guden tach!          | Dobré odpoledne!        |
| Gut nacht!           | Dobrou noc!             |
| Wie geht's da?       | Jak se máš?             |
| Wie häschtn du       | Jak se jmenuješ?        |
| Isch häs Alex.       | Jmenuji se Alex.        |
| Wo kummscht du her?  | Odkud jsi?              |
| Isch bin aus Lautre. | Jsem z Kaiserslauterna. |
| Merci!               | Děkuji!                 |
| Bitteschä!           | Nemáš zač!              |

## Ukázka falckého textu

### Všeobecná deklarace lidských práv
| falcky | Alle Mensche sin frei un gleich an Würde und Rechte gebore. Sie sin mit Vernunft und Gewisse begabt und solle einander im Geischt der Solidarität begegne. |
| česky  | Všichni lidé se rodí svobodní a sobě rovní co do důstojnosti a práv. Jsou nadáni rozumem a svědomím a mají spolu jednat v duchu bratrství.                 |